# Vulcain
El motor Vulcain és un motor de coet criogènic de cicle de gasogen que propulsa el tram principal criotècnic (EPC) del llançador Ariane 5. Tot i que se l'encén a terra per motius tècnics, només proporciona un 10% de l'impuls al moment de l'enlairament, i serveix principalment durant la segona fase del vol, després de la separació dels dos acceleradors laterals o trams d'acceleració de pólvora (EAP o P230), que proporcionen un 90% de l'empenyiment a l'enlairament.

## Versions
N'hi ha dues versions:
- Vulcain per la versió genèrica de l'Ariane 5
- Vulcain 2 per la versió ECA de l'Ariane 5 (major impuls)